# Universitarios de Oriente
Universitarios de Oriente se convirtió en el segundo club profesional del estado Anzoátegui que participó en la Primera División de Venezuela. Heredó los derechos deportivos y la plantilla del Anzoátegui FC para ser refundado en 1975 por el nuevo presidente, Manuel Peñalver, entonces decano de la UDO Anzoátegui, en su creciente Núcleo de Barcelona. En donde tuvo su base principal para mantenerse en la ciudad de Puerto La Cruz. Jugó como anfitrión en el Estadio Olímpico del Complejo Deportivo Luis Ramos del eje citadino Barcelona-Puerto La Cruz, inaugurado el 8 de diciembre de 1965 y tras su reconstrucción fue denominado Estadio José Antonio Anzoátegui del también renombrado polideportivo Libertador Simón Bolívar. Militó en la Primera División de Venezuela hasta la temporada 1978, cuando descendió a una naciente Segunda División de Venezuela.

## Historia
Durante el segundo semestre del año 1974 se reestructura el Núcleo de Anzoátegui (actualmente Barcelona), creándose las Escuelas de Ingeniería y Ciencias Aplicadas, la Escuela de Ciencias Administrativas, la Escuela de Medicina y la Unidad de Estudios Básicos. En donde se dictan hasta 14 carreras en su sede de la ciudad de Barcelona. Por lo que agregar un club de fútbol a la creciente población universitaria de la localidad fue una idea del decano Manuel Peñalver y acogida por el rectorado en pleno de la casa de estudios, para incluir al estudiantado en la actividad rentada, además de conservar el equipo de la entidad en la Primera División de Venezuela.
UDO se convirtió en el tercer equipo universitario en tener participación en la Primera División de Venezuela, luego de la Universidad Central y la Universidad Católica Andrés Bello.

## Liga Mayor (LiMayor)
Universitarios de Oriente apareció en la convulsionada Liga Mayor, luego de los conflictos entre jugadores y directivos por la poca participación de los nativos en los principales clubes nacionales y que terminó por disolver la competición, para pasar en 1979 a ser la Primera División de Venezuela bajo la administración total de la Federación Venezolana de Fútbol, junto con la creación de la Segunda División. Los académicos se estrenaron con esta nueva denominación el 1 de marzo de 1975, con una ajustada victoria 2-1 en casa sobre el Deportivo San Cristóbal en la primera jornada de la Copa Venezuela de ese año. Para la nueva franquicia, los triunfos tampoco abundaron y con cada temporada se desprendían de más jugadores de su pasado Anzoátegui FC para darle oportunidad de juego a los jóvenes talentos universitarios de la entidad oriental, por lo que fueron perdiendo fuerza en la competencia y terminó por decretar su descenso el 30 de septiembre de 1978, para convertirse en Industriales de Oriente (Monagas) en la Segunda División y ceder su lugar en la máxima categoría al recién ascendido Atlético Falcón.

## Temporada 1975
Universitarios de Oriente se estrenó con su llamativo uniforme naranja con una victoria 2-1 sobre el incipiente Deportivo San Cristóbal, en el Estadio Olímpico del Polideportivo Luis Ramos, en la primera fecha de la Copa Venezuela de ese año. Los académicos terminaron esa edición del certamen nacional en la mitad de la tabla de posiciones, algo que sostuvieron en la campaña de la Liga Mayor con un registro de victorias y derrotas casi nivelado, pero con caídas bastante alarmantes como el 4-1 ante Valencia FC, el 11 de mayo y el 5-1 ante Deportivo Galicia, el 22 de marzo, ambas en Copa. Mientras que en Liga sufrieron un duro golpe 8-0 en Mérida frente a Estudiantes, el 15 de octubre de este año. 
Un caso particular sucedió el 12 de noviembre al quedarse esperando por Portuguesa FC para disputar el último partido de la campaña y que quedó sin disputarse, sin ser sancionado como "forfeit".

### Clasificación Copa Venezuela
| Pos. | Equipo                    | J  | G  | E  | P  | GF | GC | PTS |
| ---- | ------------------------- | -- | -- | -- | -- | -- | -- | --- |
| 1    | Estudiantes de Mérida*    | 14 | 08 | 03 | 03 | 20 | 09 | 19  |
| 2    | Deportivo San Cristóbal   | 14 | 06 | 05 | 03 | 21 | 13 | 17  |
| 3    | Portuguesa FC             | 14 | 08 | 01 | 05 | 18 | 14 | 17  |
| 4    | Universitarios de Oriente | 14 | 05 | 04 | 05 | 15 | 21 | 14  |
| 5    | Valencia FC               | 14 | 04 | 05 | 05 | 12 | 15 | 13  |
| 6    | Deportivo Italia          | 14 | 03 | 06 | 05 | 09 | 12 | 12  |
| 7    | Deportivo Portugués       | 14 | 04 | 03 | 07 | 10 | 15 | 11  |
| 8    | Deportivo Galicia         | 14 | 02 | 05 | 07 | 12 | 18 | 09  |

* Campeón de la Copa Venezuela 1975

### Clasificación LiMayor
| Pos.                  | Equipo                    | J             | G             | E             | P             | GF            | GC    | PTS   |
| --------------------- | ------------------------- | ------------- | ------------- | ------------- | ------------- | ------------- | ----- | ----- |
| 1                     | Deportivo Galicia +       | 28            | 13            | 10            | 05            | 39            | 29    | 36    |
| 2                     | Portuguesa FC *           | 27            | 13            | 07            | 07            | 38            | 22    | 33    |
| 3                     | Estudiantes de Mérida +   | 28            | 13            | 07            | 08            | 39            | 24    | 33    |
| 4                     | Deportivo Portugués +     | 28            | 10            | 08            | 10            | 37            | 36    | 28    |
| 5                     | Valencia FC               | 28            | 08            | 11            | 09            | 26            | 27    | 27    |
| 6                     | Universitarios de Oriente | 27            | 08            | 09            | 10            | 26            | 38    | 25    |
| 7                     | Deportivo Italia          | 28            | 05            | 13            | 10            | 35            | 41    | 23    |
| 8                     | Deportivo San Cristóbal   | 28            | 06            | 05            | 17            | 23            | 46    | 17    |
| Líder Goleador        |                           |               |               |               |               |               |       |       |
| Jugador               | Jugador                   | Equipo        | Equipo        | Equipo        | Equipo        | Equipo        | Goles | Goles |
| Pedro Pascual Peralta | Pedro Pascual Peralta     | Portuguesa FC | Portuguesa FC | Portuguesa FC | Portuguesa FC | Portuguesa FC | 20    | 20    |

+ Clasificaron a un cuadrangular final para definir el título
* Campeón de la Liga Mayor en 1975
Calendario, Clasificación y Líder Goleador fueron tomados de la Fundación de Archivo de Estadísticas Deportiva y de Fútbol (RSSSF)

## Temporada 1976
Universitarios de Oriente inició su segunda campaña en el fútbol venezolano con una participación para el olvido en la edición de la Copa Venezuela de ese año, en la que apenas ganó dos de sus seis presentaciones, ambos por la mínima diferencia sobre Deportivo Portugués en casa y a domicilio frente a Galicia. Los académicos prosiguieron su pésimo año en el certamen nacional al ocupar el último lugar en la tabla de posiciones, con apenas 20 puntos en 28 partidos, además de sonoras derrotas 4-0 ante Deportivo Portugués y Deportivo San Cristóbal. Luego sumó reveses 5-0 en sus visitas a Valencia FC y Portuguesa FC. El 18 de septiembre, ocurrió un hecho interesante al perder 4-3 en casa ante el Deportivo Galicia, uno de los partidos con más goles hasta el momento en su trayectoria en la Primera División, sucedió en la fecha 23 del campeonato. 

### Clasificación Copa Venezuela (Grupo Oriental)
| Pos. | Equipo                    | J  | G  | E  | P  | GF | GC | PTS |
| ---- | ------------------------- | -- | -- | -- | -- | -- | -- | --- |
| 1    | Deportivo Italia          | 06 | 04 | 02 | 00 | 11 | 06 | 10  |
| 2    | Deportivo Portugués       | 06 | 01 | 03 | 02 | 07 | 07 | 05  |
| 3    | Deportivo Galicia         | 06 | 02 | 01 | 03 | 06 | 06 | 05  |
| 4    | Universitarios de Oriente | 06 | 02 | 00 | 04 | 04 | 09 | 04  |

+ Clasificó a la final de la Copa Venezuela 1975
* Portuguesa FC fue el campeón de la Copa Venezuela 1975

### Clasificación LiMayor
| Pos.                  | Equipo                    | J             | G             | E             | P             | GF            | GC    | PTS   |
| --------------------- | ------------------------- | ------------- | ------------- | ------------- | ------------- | ------------- | ----- | ----- |
| 1                     | Portuguesa FC *           | 28            | 16            | 07            | 05            | 53            | 25    | 39    |
| 2                     | Deportivo Portugués +     | 28            | 13            | 07            | 08            | 46            | 36    | 33    |
| 3                     | Estudiantes de Mérida +   | 28            | 09            | 10            | 09            | 31            | 27    | 28    |
| 4                     | Deportivo Galicia +       | 28            | 09            | 10            | 09            | 29            | 33    | 28    |
| 5                     | Deportivo Italia          | 28            | 07            | 13            | 08            | 30            | 30    | 27    |
| 6                     | Deportivo San Cristóbal   | 28            | 07            | 12            | 09            | 30            | 30    | 26    |
| 7                     | Valencia FC               | 28            | 09            | 05            | 14            | 36            | 43    | 23    |
| 8                     | Universitarios de Oriente | 28            | 05            | 10            | 13            | 20            | 51    | 20    |
| Líder Goleador        |                           |               |               |               |               |               |       |       |
| Jugador               | Jugador                   | Equipo        | Equipo        | Equipo        | Equipo        | Equipo        | Goles | Goles |
| Pedro Pascual Peralta | Pedro Pascual Peralta     | Portuguesa FC | Portuguesa FC | Portuguesa FC | Portuguesa FC | Portuguesa FC | 25    | 25    |

+ Clasificaron a un cuadrangular final para definir el título
* Campeón de la Liga Mayor en 1976
Calendario, Clasificación y Líder Goleador fueron tomados de la Fundación de Archivo de Estadísticas Deportiva y de Fútbol (RSSSF)

## Temporada 1977
Universitarios de Oriente recibe en su segunda campaña en el fútbol venezolano a cuatro nuevos clubes: (Universidad de Los Andes) ULA Mérida, Barquisimeto FC, Atlético Zamora y la reaparición de la Unión Deportiva Canarias, luego de algunos años de reorganización, para aumentar la participación en la Primera División y comenzar a obligar a la Federación Venezolana de Fútbol a gestionar la creación de una Segunda División a partir del próximo año, de mantenerse esta cantidad de equipos. 
Los académicos orientales vivieron otra campaña de mucha irregularidad y altibajos, con un penúltimo puesto en la Copa Venezuela de ese año y el décimo lugar en la Liga Mayor, solo por encima de los debutantes Atlético Zamora y el renovado Canarias. Sufrió un par de apabullantes derrotas en la capital del país, por 5-0 ante el Deportivo Italia, el 24 de agosto y el Deportivo Galicia, el 14 de septiembre. Cuatro días más tarde, consigue un valioso e histórico empate 4-4 ante Portuguesa FC en Acarigua para convertirse en su partido con más goles en su incipiente historia en el fútbol nacional, cerró la temporada con caídas 4-3 ante Deportivo San Cristóbal en Táchira y 4-2 ante ULA Mérida en la capital merideña.  

### Clasificación Copa Venezuela (Grupo Oriental)
| Pos. | Equipo                    | J  | G  | E  | P  | GF | GC | PTS |
| ---- | ------------------------- | -- | -- | -- | -- | -- | -- | --- |
| 1    | Valencia FC +             | 10 | 06 | 03 | 01 | 11 | 03 | 15  |
| 2    | Deportivo Italia          | 10 | 03 | 06 | 01 | 08 | 04 | 12  |
| 3    | Deportivo Portugués       | 10 | 03 | 05 | 02 | 13 | 11 | 11  |
| 4    | Deportivo Galicia         | 10 | 04 | 03 | 03 | 10 | 09 | 11  |
| 5    | Universitarios de Oriente | 10 | 02 | 02 | 06 | 04 | 13 | 06  |
| 6    | UD Canarias               | 10 | 01 | 03 | 06 | 04 | 10 | 05  |

+ Clasificó a la final de la Copa Venezuela 1977
* Portuguesa FC fue el campeón de la Copa Venezuela 1977

### Clasificación LiMayor
| Pos.             | Equipo                    | J             | G             | E             | P             | GF            | GC    | PTS   |
| ---------------- | ------------------------- | ------------- | ------------- | ------------- | ------------- | ------------- | ----- | ----- |
| 1                | Portuguesa FC *           | 22            | 14            | 07            | 01            | 51            | 15    | 35    |
| 2                | Deportivo Italia +        | 22            | 11            | 05            | 06            | 27            | 13    | 27    |
| 3                | Estudiantes de Mérida +   | 22            | 09            | 09            | 04            | 27            | 13    | 27    |
| 4                | Deportivo Portugués +     | 22            | 08            | 11            | 03            | 27            | 18    | 27    |
| 5                | ULA Mérida +              | 22            | 09            | 08            | 05            | 39            | 26    | 26    |
| 6                | Valencia FC +             | 22            | 10            | 06            | 06            | 31            | 20    | 26    |
| 7                | Deportivo Galicia         | 22            | 09            | 06            | 07            | 24            | 23    | 24    |
| 8                | Barquisimeto FC           | 22            | 06            | 07            | 09            | 22            | 29    | 19    |
| 9                | Deportivo San Cristóbal   | 22            | 07            | 04            | 11            | 30            | 36    | 18    |
| 10               | Universitarios de Oriente | 22            | 04            | 08            | 10            | 18            | 36    | 16    |
| 11               | Atlético Zamora           | 22            | 03            | 06            | 13            | 14            | 37    | 12    |
| 12               | UD Canarias               | 22            | 02            | 03            | 17            | 16            | 60    | 07    |
| Líder Goleador   |                           |               |               |               |               |               |       |       |
| Jugador          | Jugador                   | Equipo        | Equipo        | Equipo        | Equipo        | Equipo        | Goles | Goles |
| Juan César Silva | Juan César Silva          | Portuguesa FC | Portuguesa FC | Portuguesa FC | Portuguesa FC | Portuguesa FC | 20    | 20    |

+ Clasificaron a un hexagonal final para definir el título
* Campeón de la Liga Mayor en 1977
Calendario, Clasificación y Líder Goleador fueron tomados de la Fundación de Archivo de Estadísticas Deportiva y de Fútbol (RSSSF)

## Temporada 1978
Universitarios de Oriente cumple su tercer año en el fútbol venezolano sin muchos cambios en cuanto al rendimiento deportivo en comparación a su campaña previa, pero sin imaginar que en esta ocasión sería su última temporada en la máxima categoría al anunciarse a finales de este año la creación de la Segunda División que se estrenó en 1979 por decisión de la Federación Venezolana de Fútbol para aumentar la calidad de la desaparecida Liga Mayor, que se convertiría en 1979 en la Primera División de manera oficial. Esta campaña del fútbol nacional tuvo un par de cambios entre sus participantes, luego de la fusión de la Unión Deportiva Canarias como Miranda-Canarias y Barquisimeto FC fue sustituido por el recién fundado Deportivo Lara. 
Los académicos orientales vivieron una nueva campaña de altibajos, con el último puesto en el Grupo Oriental de la Copa Venezuela en ese año y que repitió como sotanero de la clasificación general de la Liga Mayor. Este año comenzó con un par de humillantes derrotas al caer 5-0 en la capital del país ante el renovado Miranda-Canarias, el 18 de marzo y la semana siguiente fue goleado 8-0 por el Deportivo Potugués en el Estadio Olímpico del Polideportivo Luis Ramos de Barcelona y que encaminó una terrible campaña que culminó con el descenso y su desaparición, para convertirse en Industriales de Oriente. En el campeonato nacional apenas ganó cuatro de sus 22 partidos de la ronda eliminatoria. Disputó su último partido el 30 de septiembre, una derrota en casa 0-1 ante Deportivo Galicia, en la fecha 22 del calendario.  

### Clasificación Copa Venezuela (Grupo Oriental)
| Pos. | Equipo                    | J  | G  | E  | P  | GF | GC | PTS |
| ---- | ------------------------- | -- | -- | -- | -- | -- | -- | --- |
| 1    | Valencia FC +             | 10 | 07 | 03 | 00 | 19 | 03 | 17  |
| 2    | Miranda-Canarias          | 10 | 04 | 05 | 01 | 13 | 08 | 13  |
| 3    | Deportivo Portugués       | 10 | 02 | 05 | 03 | 12 | 08 | 09  |
| 4    | Deportivo Italia          | 10 | 04 | 01 | 05 | 10 | 10 | 09  |
| 5    | Deportivo Galicia         | 10 | 02 | 02 | 06 | 05 | 16 | 06  |
| 6    | Universitarios de Oriente | 10 | 02 | 02 | 06 | 07 | 21 | 06  |

* Campeón de la Copa Venezuela 1978

### Clasificación LiMayor
| Pos.           | Equipo                    | J          | G          | E          | P          | GF         | GC    | PTS   |
| -------------- | ------------------------- | ---------- | ---------- | ---------- | ---------- | ---------- | ----- | ----- |
| 1              | Portuguesa FC *           | 22         | 11         | 06         | 05         | 33         | 22    | 28    |
| 2              | ULA Mérida +              | 22         | 11         | 05         | 06         | 43         | 27    | 27    |
| 3              | Deportivo Portugués +     | 22         | 10         | 07         | 05         | 27         | 20    | 27    |
| 4              | Valencia FC +             | 22         | 11         | 04         | 07         | 32         | 23    | 26    |
| 5              | Deportivo Galicia +       | 22         | 09         | 08         | 05         | 24         | 17    | 26    |
| 6              | Estudiantes de Mérida +   | 22         | 09         | 08         | 05         | 19         | 17    | 26    |
| 7              | Atlético Zamora           | 22         | 08         | 06         | 08         | 26         | 25    | 22    |
| 8              | Miranda-Canarias          | 22         | 08         | 06         | 08         | 30         | 30    | 22    |
| 9              | Deportivo Táchira         | 22         | 06         | 05         | 11         | 20         | 22    | 17    |
| 10             | Deportivo Italia          | 22         | 05         | 07         | 10         | 27         | 30    | 17    |
| 11             | Deportivo Lara            | 22         | 05         | 05         | 12         | 19         | 40    | 15    |
| 12             | Universitarios de Oriente | 22         | 04         | 03         | 15         | 19         | 46    | 11    |
| Líder Goleador |                           |            |            |            |            |            |       |       |
| Jugador        | Jugador                   | Equipo     | Equipo     | Equipo     | Equipo     | Equipo     | Goles | Goles |
| Jorge Andrade  | Jorge Andrade             | ULA Mérida | ULA Mérida | ULA Mérida | ULA Mérida | ULA Mérida | 23    | 23    |

+ Clasificaron a un hexagonal final para definir el título
* Campeón de la Liga Mayor en 1978
Calendario, Clasificación y Líder Goleador fueron tomados de la Fundación de Archivo de Estadísticas Deportiva y de Fútbol (RSSSF)

## Datos y cifras
- Temporadas en Primera: 4
- Temporadas en Segunda: 0
- Partidos en Primera División: 140 (Liga Mayor)
- Partidos en Copa Venezuela: 40
- Mejor puesto en LiMayor: 6.º (1975)
- Peor puesto en LiMayor: 12do (1978)
- Mayor victoria en casa: 3-1 a ULA Mérida, el 2 de agosto de 1978 (Fecha 13)
- Mayor victoria de visitante: 0-2 a Deportivo San Cristóbal, el 13 de julio de 1975 (Fecha 8)
- Mayor derrota en casa: 0-8 ante Deportivo Portugués, el 26 de marzo de 1978 (Copa Venezuela)
- Mayor derrota de visitante: 8-0 ante Estudiantes de Mérida, el 15 de octubre de 1975 (Fecha 24)
- Partido con más goles: (8) 4-4 en Portuguesa FC, el 18 de septiembre de 1977 (Fecha 12)
- Líder goleador del club: No recopilado